# Pedaria smrzi
Pedaria smrzi là một loài bọ cánh cứng trong họ Bọ hung (Scarabaeidae).